# Rajd Dakar 1992
Rajd Dakar 1992 (Rajd Paryż - Kapsztad 1992) – czternasta edycja terenowego Rajdu Dakar, która odbyła się na trasie Paryż - Kapsztad. Długość całej trasy z Paryża do Kapsztadu wynosiła 7722 mile (≈ 12 427 km). Rajd rozpoczął się 23 grudnia 1991 a zakończył 16 stycznia 1992. Trasa biegła m.in.: przez Libię, Angolę i Namibię. W kategorii samochodów tryumfował Francuz Hubert Auriol, zaś w kategorii motocykli także Francuz - Stephane Peterhansel. 